# Piotr Dubrowski (bibliofil)
Piotr Pietrowicz Dubrowski (ros. Пётр Петрович Дубровский; ur. 9 (?) stycznia 1754 roku w Kijowie, zm. 9 stycznia 1816 roku w Petersburgu) – rosyjski bibliofil, dyplomata, paleograf amator, sekretarz w rosyjskiej ambasadzie we Francji, kolekcjoner rękopisów i książek. Przez całe swoje życie zgromadził około 2000 rękopisów. W latach 1805–1812 pracował w Cesarskiej Bibliotece Publicznej.

## Życiorys

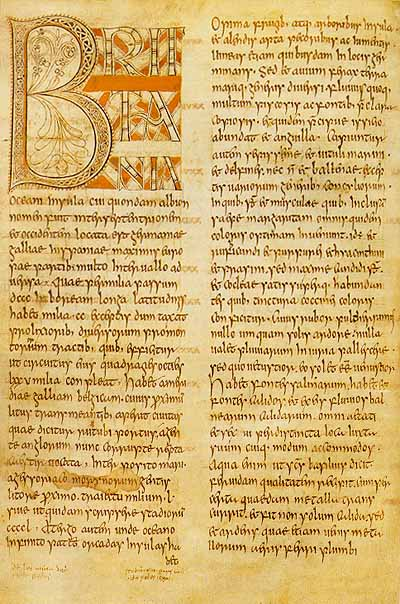
Folio 3v z Sankt Petersburskiego Bedy

W 1772 roku Dubrowski ukończył studia na Akademii Mohylańskiej w Kijowie (ros. Киево-Могилянская духовная академия). W 1773 roku służył jako kopista na synodzie. W latach 1780–1805 pracował w rosyjskiej ambasadzie w Paryżu jako sekretarz i tłumacz.
Podczas rewolucji francuskiej pozyskał wiele rękopisów i dokumentów, które zostały skradzione z bibliotek publicznych we Francji. Większość z nich pochodziła z Bastylii, Saint-Germain-des-Prés oraz biblioteki klasztornej opactwa w Corbie. Księgozbiory tych bibliotek nie były bezpieczne z powodu plądrowania francuskich miast przez jakobinów.

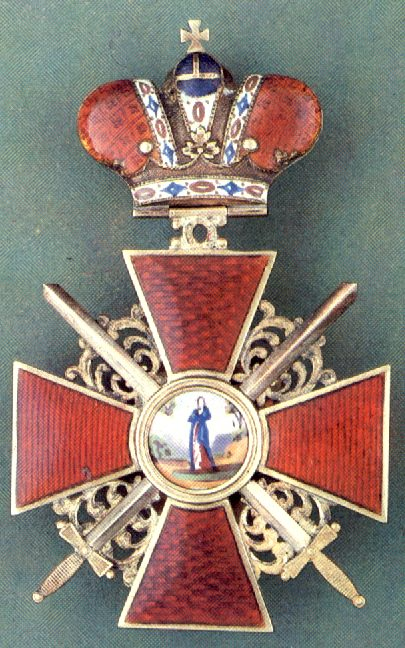
Order św. Anny II klasy

W lutym 1800 roku Dubrowski powrócił do Petersburga z kolekcją 400 zachodnioeuropejskich średniowiecznych rękopisów, zbiorem miniatur, oraz inkunabułów. Ponadto wszedł w posiadanie 94 orientalnych (greckich, perskich, arabskich, hebrajskich oraz 11 w innych językach) jak też około 50 słowiańskich rękopisów W Anglii oferowano mu wielką sumę za jego kolekcję, nie chciał jednak się jej wyzbywać.
W jego kolekcji znajdowały się pojedyncze rękopisy pisane pismem runicznym ze zbioru Anny Stuart (cała kolekcja zaginęła) oraz Sankt Petersburski Beda, z VIII wieku zawierający tekst Historia ecclesiastica gentis Anglorum, napisany przez Bedę Czcigodnego.
W 1805 roku Dubrowski przekazał swoje rękopisy Cesarskiej Bibliotece Publicznej, gdzie jego kolekcja stała się podstawą Działu Rękopisów (ros. Депо манускриптов). Własnoręcznie sporządził opisy każdego rękopisu, lecz część tych opisów zaginęła. Za swoje zasługi otrzymał Order św. Anny drugiej klasy. 
Zbadał i opisał również 11 000 rękopisów, sprowadzonych z Biblioteki Załuskich, po powstaniu kościuszkowskim.

Zwolniony został z pracy w bibliotece 5 kwietnia 1812 roku. Dubrowski napisał: 

Nasze życie jest krótkie, wszystkie okoliczności, wszystkie nagrody wraz z nim odchodzą, ale to, co jest pożyteczne, służyć będzie dla ludzkiego rozumu aż do końca świata.

Po jego śmierci nie znaleziono żadnych wartościowych dokumentów w jego prywatnym księgozbiorze. Tajemnicę pism runicznych zabrał z sobą do grobu.
Graham Stewart, dziennikarz, wyraził o nim opinię, że położył zasługi nie tylko dla Rosji, ale dla całego świata, ponieważ uratował wiele rękopisów przed prawdopodobnym zniszczeniem.

## Niektóre z rękopisów
- Kodeks Sangermański
- 2 karty Codex Coislinianus
- Codex Corbeiensis I
- 1 karta Codex Colberto-Sarravianus
- Minuskuł 330
- Lekcjonarz 246
- Lekcjonarz 247
- Lekcjonarz 253
- Lekcjonarz 254
- część rękopisu zawierającego Homiliae Orygenesa (MS. Lat. F v I 4)[8]
- Rękopis zawierający Breviloquium Vitae Wilfridi[9]
- Sankt Petersburski Beda, rękopis z VIII wieku zawierający tekst Historia ecclesiastica gentis Anglorum Bedy